# Halowe Mistrzostwa Świata w Lekkoatletyce 2010 – bieg na 60 m przez płotki kobiet
Bieg na 60 m przez płotki kobiet – jedna z konkurencji rozgrywanych podczas 13. Halowych Mistrzostw Świata w hali Aspire Dome w Dosze.
Wymagane minimum A do udziału w mistrzostwach świata wynosiło 8,18 (uzyskane w hali), bądź - 12,95 (uzyskane w biegu na 100 m przez płotki na stadionie). Eliminacje odbyły się 12 marca, a półfinały i finał zaplanowano na drugi dzień mistrzostw.

## Terminarz
| Data          | Godzina | Runda      |
| ------------- | ------- | ---------- |
| 12 marca 2010 | 14:35   | Eliminacje |
| 13 marca 2010 | 16:00   | Półfinały  |
| 13 marca 2010 | 18:25   | Finał      |

## Rezultaty
| Poz. - pozycja \| CR - rekord mistrzostw \| NR - rekord kraju                                      |
| PB - rekord życiowy \| SB - najlepszy wynik w sezonie \| X - próba spalona \| – - pominięcie próby |

### Eliminacje
W rundzie eliminacyjnej zawodniczki podzielono na cztery grupy. Do półfinału awansowały bezpośrednio 3 pierwsze zawodniczki z każdego biegu (Q) oraz dodatkowo 4, które we wszystkich pozostałych biegach uzyskały najlepsze czasy wśród przegranych (q).
| Pozycja | Bieg | Zawodniczka             | Reprezentacja     | Czas | Uwagi |
| ------- | ---- | ----------------------- | ----------------- | ---- | ----- |
| 1       | 3    | Priscilla Lopes-Schliep | Kanada            | 7,94 | Q     |
| 2       | 4    | Lolo Jones              | Stany Zjednoczone | 7,95 | Q     |
| 3       | 2    | Eline Berings           | Belgia            | 8,00 | Q, SB |
| 4       | 2    | Christina Vukicevic     | Norwegia          | 8,01 | Q     |
| 5       | 3    | Lacena Golding-Clarke   | Jamajka           | 8,02 | Q     |
| 6       | 2    | Perdita Felicien        | Kanada            | 8,04 | Q     |
| 7       | 4    | Vonette Dixon           | Jamajka           | 8,04 | Q     |
| 8       | 2    | Aleksandra Fiedoriwa    | Rosja             | 8,05 | q     |
| 9       | 1    | Ginnie Powell           | Stany Zjednoczone | 8,07 | Q     |
| 10      | 1    | Lucie Škrobáková        | Czechy            | 8,09 | Q     |
| 11      | 3    | Nadine Hildebrand       | Niemcy            | 8,10 | Q     |
| 12      | 4    | Anay Tejeda             | Kuba              | 8,11 | Q     |
| 13      | 1    | Tatiana Diektiariowa    | Rosja             | 8,12 | Q     |
| 14      | 4    | Alice Decaux            | Francja           | 8,14 | q     |
| 15      | 1    | Lisa Urech              | Szwajcaria        | 8,15 | q     |
| 16      | 4    | Alina Tałaj             | Białoruś          | 8,15 | q     |
| 17      | 1    | Gemma Bennett           | Wielka Brytania   | 8,20 |       |
| 18      | 2    | Jewhenija Snihur        | Ukraina           | 8,22 |       |
| 19      | 3    | Elisabeth Davin         | Belgia            | 8,23 |       |
| 20      | 1    | Shantia Moss            | Dominikana        | 8,34 |       |
| 21      | 2    | Aisseta Diawara         | Francja           | 8,32 |       |
| 22      | 3    | Seun Adigun             | Nigeria           | 8,58 |       |
| 23      | 3    | Agustina Bawele         | Indonezja         | 8,99 | PB    |
| 24      | 4    | Gertrude Lossou         | Togo              | 9,62 |       |
| –       | 3    | Nevin Yanıt             | Turcja            | DNS  |       |

### Półfinał
Awans do finału gwarantowało tylko zajęcie jednego z pierwszych 4 miejsc w jednym z dwóch biegów półfinałowych (Q).
| Pozycja | Bieg | Zawodniczka             | Reprezentacja     | Czas | Uwagi |
| ------- | ---- | ----------------------- | ----------------- | ---- | ----- |
| 1       | 1    | Priscilla Lopes-Schliep | Kanada            | 7,91 | Q     |
| 2       | 1    | Vonette Dixon           | Jamajka           | 7,94 | Q, SB |
| 3       | 2    | Perdita Felicien        | Kanada            | 7,94 | Q, SB |
| 4       | 2    | Anay Tejeda             | Kuba              | 7,95 | Q, SB |
| 5       | 1    | Tatiana Diektiariowa    | Rosja             | 7,99 | Q     |
| 6       | 1    | Ginnie Powell           | Stany Zjednoczone | 7,99 | Q     |
| 7       | 2    | Lacena Golding-Clarke   | Jamajka           | 8,01 | Q     |
| 8       | 1    | Christina Vukicevic     | Norwegia          | 8,02 |       |
| 9       | 2    | Lolo Jones              | Stany Zjednoczone | 8,04 | Q     |
| 10      | 2    | Eline Berings           | Belgia            | 8,05 |       |
| 11      | 2    | Aleksandra Fiedoriwa    | Rosja             | 8,06 |       |
| 12      | 2    | Lisa Urech              | Szwajcaria        | 8,09 |       |
| 13      | 2    | Lucie Škrobáková        | Czechy            | 8,13 |       |
| 14      | 1    | Nadine Hildebrand       | Niemcy            | 8,17 |       |
| 15      | 1    | Alina Tałaj             | Białoruś          | 8,18 |       |
| 16      | 1    | Alice Decaux            | Francja           | 8,23 |       |

### Finał
| Pozycja | Zawodniczka             | Reprezentacja     | Czas | Uwagi      |
| ------- | ----------------------- | ----------------- | ---- | ---------- |
|         | Lolo Jones              | Stany Zjednoczone | 7,72 | CR, WL, AR |
|         | Perdita Felicien        | Kanada            | 7,86 | SB         |
|         | Priscilla Lopes-Schliep | Kanada            | 7,87 |            |
| 4       | Anay Tejeda             | Kuba              | 7,91 | SB         |
| 5       | Ginnie Powell           | Stany Zjednoczone | 7,97 |            |
| 6       | Vonette Dixon           | Jamajka           | 7,99 |            |
| 7       | Lacena Golding-Clarke   | Jamajka           | 8,02 |            |
| 8       | Tatiana Diektiariowa    | Rosja             | 8,05 |            |